# ناحیه ایست پارک، شهرستان مارشال، مینه سوتا
ناحیه ایست پارک (به انگلیسی: East Park Township) یک منطقهٔ مسکونی در ایالات متحده آمریکا است که در شهرستان مارشال، مینه‌سوتا واقع شده‌است.
 ناحیه ایست پارک ۹۴٫۰ کیلومتر مربع مساحت و ۱۹ نفر جمعیت دارد و ۳۳۶ متر بالاتر از سطح دریا واقع شده‌است.